# Detmold-Nord
Der Ortsteil Detmold-Nord entstand 1970 im Rahmen der Gebietsreform, als die Kernstadt von Detmold in Detmold-Nord und Detmold-Süd aufgeteilt wurde. Die benachbarten Detmolder Ortsteile sind im Uhrzeigersinn Detmold-Süd, Heidenoldendorf, Jerxen-Orbke, Klüt, Hakedahl, Vahlhausen, Diestelbruch und Spork-Eichholz.
In Detmold-Nord liegt der neue Stadtteil Hohenloh, auf dessen Gebiet sich der Fliegerhorst befindet. Der etwa 1,5 km vom Stadtzentrum entfernte Flugplatz wurde 1934 eröffnet und im Zweiten Weltkrieg von der deutschen Luftwaffe genutzt. Im Jahr 1945 diente er für kurze Zeit als Nachschubbasis für die Amerikaner und während des Kalten Krieges war hier die Garnison der 20. britischen Panzerbrigade (Armoured Brigade) der Britischen Rheinarmee stationiert, die den nun Hobart Barracks genannten Flugplatz zum Hubschrauberlandeplatz umfunktionierten.
Im Juli 1995 verließen die Briten ihre Garnison in Detmold und den Flugplatz. Die zivile Nutzung der ehemaligen militärischen Liegenschaft erfolgte auf der Basis eines im August 1999 unterzeichneten Vertrages zwischen der Bundesvermögensverwaltung und der Stadt Detmold. Als erste Maßnahme wurden neue Straßen gebaut, die eine direkte Verbindung von Herberhausen in die Innenstadt ermöglichte, ohne das Gebiet umfahren zu müssen. Die alten Gebäude und Hangars werden heute zum Teil gewerblich genutzt. Darüber hinaus wurden Schulen eingerichtet: die 13. Grundschule, die Britische Grundschule, die Christliche Hauptschule, die Schule für Erziehungshilfe sowie ein Kindergarten. Für die psychiatrische Grundversorgung des Kreises Lippe ist das Gemeindepsychiatrische Zentrum zuständig. Die denkmalgeschützten Bauten entlang der Richthofenstraße sind für eine Nutzung durch Dienstleistungsbetriebe, Handel und als Wohnraum vorgesehen.
Die 11,8 km² große Kernstadt hat 29.694 Einwohner (Stand: August 2006). Ortsbürgermeister des Ortsteils Detmold-Nord ist Werner Meise (SPD), die Vertreter im Stadtrat sind derzeit Helmut Giebe, Ralf Uthe, Friedrich Uthe und Werner Meise (alle SPD).